# Порт-де-Сен
Порт-де-Сен (фр. Porte-de-Seine) — муніципалітет у Франції, у регіоні Верхня Нормандія, департамент Ер. Порт-де-Сен утворено 1-1-2018 шляхом злиття муніципалітетів Турнедо-сюр-Сен i Порт-Жуа. Адміністративним центром муніципалітету є Порт-Жуа. Населення — 208 осіб (01.01.2021).